# Михайлов, Бабу-Доржо
Бабу-Доржо Михайлов (12 марта 1953, село Боржигантай Цаган-Ольский сельский совет Могойтуйский район, Читинская область, РСФСР, СССР — 6 марта 2011, Чита, Россия) — советский и российский животновод, чабан с более чем 30-летним стажем.
Старший чабан опытно-производственного хозяйства «Ононское», Герой Российской Федерации, кавалер ордена Дружбы народов (1991 г.), лауреат премии комсомола Забайкалья (1979 г.). Проживал в Шилкинском районе Читинской области.
Звания Герой России был удостоен за «героизм и самоотверженность при спасении отары овец», а также за «достижения в труде».
15 апреля 2007 года степной пожар подошёл вплотную к пади Глубокая, где находилась чабанская стоянка, стояли цистерны с ГСМ, сельскохозяйственная техника, и паслись более 500 овец. Бабу-Доржо Михайлов отогнал отару подальше от приближающегося огня, после чего на тракторе с плугом пропахал заградительную линию, которая остановила стихию. Ущерб от пожара мог составить более 4 миллионов рублей.
Награда вручена 9 октября 2007 года Президентом Российской Федерации Владимиром Путиным в Кремле.
Кроме этого, Михайлов был чемпионом области среди овцеводов, победителем областного конкурса «Человек года-2007».
Скончался в Чите 6 марта 2011 года после продолжительной болезни.